# Орлянка (Крым)
Орля́нка (до 1945 года Айда́р-Газы́; укр. Орлянка, крымскотат. Aydar Ğazı, Айдар Гъазы) — село в Сакском районе Республики Крым, в составе Охотниковского сельского поселения (согласно административно-территориальному делению Украины — Охотниковского сельского совета Автономной Республики Крым).

## Население
| 2001 | 2014 |
| ---- | ---- |
| 613  | ↘521 |

Всеукраинская перепись 2001 года показала следующее распределение по носителям языка
| Язык             | Процент |
| ---------------- | ------- |
| крымскотатарский | 40.29   |
| русский          | 36.87   |
| украинский       | 19.25   |
| белорусский      | 1.96    |
| другие           | 0.33    |

### Динамика численности
| - 1806 год — 46 чел. - 1864 год — 13 чел. - 1889 год — 85 чел. - 1900 год — 97 чел. - 1915 год — 9/91 чел. - 1926 год — 143 чел. | - 1939 год — 192 чел. - 1989 год — 495 чел. - 2001 год — 613 чел. - 2009 год — 601 чел. - 2014 год — 521 чел. |

## Современное состояние
На 2016 год в Орлянке числится 7 улиц и 7 переулков; на 2009 год, по данным сельсовета, село занимало площадь 67 гектаров, на которой в 204 дворах числился 601 житель. В селе действуют сельский клуб, библиотека, фельдшерско-акушерский пункт, церковь блаженной Ксении Петербургской, Орлянка связана автобусным сообщением с Саками.

## География
Орлянка — село в центре района, в степном Крыму, на северном берегу одного из заливов озера Сасык, высота центра села над уровнем моря — 5 м. Ближайшее село Охотниково — в 1 км на восток. Расстояние до райцентра — около 16 километров (по шоссе), там же ближайшая железнодорожная станция. Транспортное сообщение осуществляется по региональной автодороге 35Н-468, 3 км от шоссе 35Н-441 Новосёловское — Саки (по украинской классификации — С-0-11220).

## История
Первое документальное упоминание села встречается в Камеральном Описании Крыма… 1784 года, судя по которому, в последний период Крымского ханства Андыр Газы входил в Каракуртский кадылык Бахчисарайского каймаканства. После присоединения Крыма к России (8) 19 апреля 1783 года, (8) 19 февраля 1784 года, именным указом Екатерины II сенату, на территории бывшего Крымского Ханства была образована Таврическая область и деревня была приписана к Евпаторийскому уезду. После Павловских реформ, с 1796 по 1802 год, входила в Акмечетский уезд Новороссийской губернии. По новому административному делению, после создания 8 (20) октября 1802 года Таврической губернии, Айдар-Газы был включён в состав Урчукской волости Евпаторийского уезда.
По Ведомости о волостях и селениях, в Евпаторийском уезде с показанием числа дворов и душ… от 19 апреля 1806 года в деревне Гайдар-Качи числилось 5 дворов, 32 крымских татарина, 6 цыган и 8 ясыров. На военно-топографической карте 1817 года деревня Идар казы обозначена с 4 дворами. После реформы волостного деления 1829 года Гайдар Кази, согласно «Ведомости о казённых волостях Таврической губернии 1829 года», остался в составе Урчукской волости. Затем деревня заметно опустела и на карте 1836 года в деревне 1 двор, а на карте 1842 года Айдар-Газы обозначен условным знаком «малая деревня», то есть, менее 5 дворов.
В 1860-х годах, после земской реформы Александра II, деревню приписали к Чотайской волости. В «Списке населённых мест Таврической губернии по сведениям 1864 года», составленном по результатам VIII ревизии 1864 года, Айдар-Газы — владельческая татарская деревня, с 3 дворами, 13 жителями и мечетью при балке Кангыле. По обследованиям профессора А. Н. Козловского 1867 года, глубина колодцев в деревне составляла 2—5 саженей (4—10 м), вода в которых была «солёная, или горькая, или солоновато-горькая». На трехверстовой карте Шуберта 1865—1876 года в деревне Айдар-Газы обозначено 11 дворов. В «Памятной книге Таврической губернии 1889 года», по результатам Х ревизии 1887 года, в деревне Адыр-Газы числилось 12 дворов и 85 жителей. На верстовой карте 1890 года в деревне Айдар-Газы обозначено 11 дворов с татарским населением.
Земская реформа 1890-х годов в Евпаторийском уезде прошла после 1892 года, в результате Айдаргазы приписали к обновлённой Сакской волости.
По «…Памятной книжке Таврической губернии на 1900 год» в деревне числилось 97 жителей в 15 дворах. По Статистическому справочнику Таврической губернии. Ч.II-я. Статистический очерк, выпуск пятый Евпаторийский уезд, 1915 год, в деревне Айдаргазы Сакской волости Евпаторийского уезда числилось 16 дворов (7 дворов с землёй, 9 — безземельные) с татарским населением в количестве 9 человек приписного населения и 91 — «постороннего», из которых по 50 мужчин и женщин. Жители владели 553 десятинами удобной земли. В хозяйствах имелось 82 лошади, 4 вола, 8 коров и 600 голов мелкого скота.
После установления в Крыму Советской власти, по постановлению Крымревкома от 8 января 1921 года № 206 «Об изменении административных границ» была упразднена волостная система и село вошло в состав Евпаторийского района Евпаторийского уезда, а в 1922 году уезды получили название округов. 11 октября 1923 года, согласно постановлению ВЦИК, в административное деление Крымской АССР были внесены изменения, в результате которых округа были отменены и произошло укрупнение районов — территорию округа включили в Евпаторийский район. Согласно Списку населённых пунктов Крымской АССР по Всесоюзной переписи 17 декабря 1926 года, в селе Айдаргазы, центре Айдаргазского сельсовета Евпаторийского района, числилось 33 двора, все крестьянские, население составляло 143 человека, из них 133 татарина, 8 армян, 2 русских, действовала татарская школа. Постановлением Президиума КрымЦИКа «Об образовании новой административной территориальной сети Крымской АССР» от 26 января 1935 года был создан Сакский район и село включили в его состав. По данным всесоюзная перепись населения 1939 года в селе проживало 192 человека.
В 1944 году, после освобождения Крыма от фашистов, согласно Постановлению ГКО № 5859 от 11 мая 1944 года, 18 мая крымские татары были депортированы в Среднюю Азию.После освобождения Крыма от фашистов, 12 августа 1944 года было принято постановление № ГОКО-6372с «О переселении колхозников в районы Крыма», по которому в район из Курской и Тамбовской областей РСФСР в район переселялись 8100 колхозников, а в начале 1950-х годов последовала вторая волна переселенцев из различных областей Украины. Указом Президиума Верховного Совета РСФСР от 21 августа 1945 года Айдар-Газы был переименован в Орлянку и Айдар-Газынский сельсовет — в Орлянский. С 25 июня 1946 года Орлянка в составе Крымской области РСФСР. В 1954 году сельсовет был упразднён. 26 апреля 1954 года Крымская область была передана из состава РСФСР в состав УССР. Время упразднения сельсовета и включения в состав Охотниковского пока не установлено: на 15 июня 1960 года село уже числилось в его составе. Указом Президиума Верховного Совета УССР «Об укрупнении сельских районов Крымской области», от 30 декабря 1962 года село присоединили к Евпаторийскому району. 1 января 1965 года, указом Президиума ВС УССР «О внесении изменений в административное районирование УССР — по Крымской области», Евпаторийский район был упразднён и село включили в состав Сакского (по другим данным — 11 февраля 1963 года). По данным переписи 1989 года в селе проживало 495 человек. С 12 февраля 1991 года село в восстановленной Крымской АССР, 26 февраля 1992 года переименованной в Автономную Республику Крым. С 21 марта 2014 года в составе Крыма аннексирована Россией.